# Іст-Рендолф (Нью-Йорк)
Іст-Рендолф (англ. East Randolph) — переписна місцевість (CDP) в США, в окрузі Каттарогус штату Нью-Йорк. Населення — 571 особа (2020).

## Географія
Іст-Рендолф розташований за координатами 42°10′5″ пн. ш. 78°57′26″ зх. д. / 42.16806° пн. ш. 78.95722° зх. д. (42.168059, -78.957205).  За даними Бюро перепису населення США в 2010 році переписна місцевість мала площу 2,82 км², з яких 2,82 км² — суходіл та 0,00 км² — водойми.

## Демографія
Згідно з переписом 2010 року, у селищі мешкало 620 осіб у 218 домогосподарствах у складі 158 родин. Густота населення становила 220 осіб/км².  Було 237 помешкань (84/км²).
Расовий склад населення:
| - 94,7 % — білих - 2,9 % — чорних або афроамериканців - 0,5 % — корінних американців - 0,3 % — азіатів |

До двох чи більше рас належало 1,3 %. Частка іспаномовних становила 5,6 % від усіх жителів.
За віковим діапазоном населення розподілялося таким чином: 33,4 % — особи молодші 18 років, 49,3 % — особи у віці 18—64 років, 17,3 % — особи у віці 65 років та старші. Медіана віку мешканця становила 34,4 року. На 100 осіб жіночої статі у селищі припадало 112,3 чоловіків;  на 100 жінок у віці від 18 років та старших — 91,2 чоловіків також старших 18 років.
Середній дохід на одне домашнє господарство  становив 36 284 долари США (медіана — 22 708), а середній дохід на одну сім'ю — 42 609 доларів (медіана — 26 944). За межею бідності перебувало 37,2 % осіб, у тому числі 60,5 % дітей у віці до 18 років та 13,2 % осіб у віці 65 років та старших.
Цивільне працевлаштоване населення становило 208 осіб. Основні галузі зайнятості: мистецтво, розваги та відпочинок — 25,5 %, освіта, охорона здоров'я та соціальна допомога — 17,3 %, роздрібна торгівля — 14,4 %, виробництво — 12,0 %.